# Aeroporto di Mopti-Ambodédjo
L'aeroporto di Mopti-Ambodédjo (IATA: MZI, ICAO: GAMB) è un aeroporto maliano.